# Miskolc Renegades 2016
Questa voce raccoglie le informazioni riguardanti i Miskolc Renegades nelle competizioni ufficiali della stagione 2016.

## Divízió I 2016

### Stagione regolare
| 26 marzo 2016 1ª giornata | Debrecen Gladiators | 42 – 14 | Miskolc Renegades |  |

| 2 aprile 2016 2ª giornata | Miskolc Renegades | 14 – 16 | Budapest Titans |  |

| 16 aprile 2016 4ª giornata | Miskolc Renegades | 40 – 0 | Budapest Wolves 2 |  |

| 1º maggio 2016 6ª giornata | Újpest Bulldogs | 21 – 39 | Miskolc Renegades |  |

| 8 maggio 2016 7ª giornata | Miskolc Renegades | 42 – 7 | Tatabánya Mustangs |  |

| 12 giugno 2016 12ª giornata | Budapest Cowbells 2 | 7 – 48 | Miskolc Renegades |  |

### Playoff
| 26 giugno 2016 Semifinale | Dunaújváros Gorillaz | 35 – 0 | Miskolc Renegades |  |

## Statistiche di squadra
| Competizione      | %Vittorie | In casa | In casa | In casa | In casa | In casa | In casa | In trasferta | In trasferta | In trasferta | In trasferta | In trasferta | In trasferta | Totale | Totale | Totale | Totale | Totale | Totale |
| Competizione      | %Vittorie | G       | V       | N       | P       | Pf      | Ps      | G            | V            | N            | P            | Pf           | Ps           | G      | V      | N      | P      | Pf     | Ps     |
| ----------------- | --------- | ------- | ------- | ------- | ------- | ------- | ------- | ------------ | ------------ | ------------ | ------------ | ------------ | ------------ | ------ | ------ | ------ | ------ | ------ | ------ |
| Stagione regolare | .667      | 3       | 2       | 0       | 1       | 96      | 23      | 3            | 2            | 0            | 1            | 101          | 70           | 6      | 4      | 0      | 2      | 197    | 93     |
| Playoff           | .000      | 0       | 0       | 0       | 0       | 0       | 0       | 1            | 0            | 0            | 1            | 0            | 35           | 1      | 0      | 0      | 1      | 0      | 35     |
| Totale            | .571      | 3       | 2       | 0       | 1       | 96      | 23      | 4            | 2            | 0            | 2            | 101          | 105          | 7      | 4      | 0      | 3      | 197    | 128    |